# AMOS
AMOS（英語：Advanced Mortar System；先進迫擊炮系統）是由芬蘭Vammas及瑞典Hagglunds合力研制的120毫米雙管迫擊炮系統，目前已安裝在Patria Pasi裝甲車、AMV裝甲車、CV90裝甲戰鬥車及CB90攻擊快艇上。

## 設計

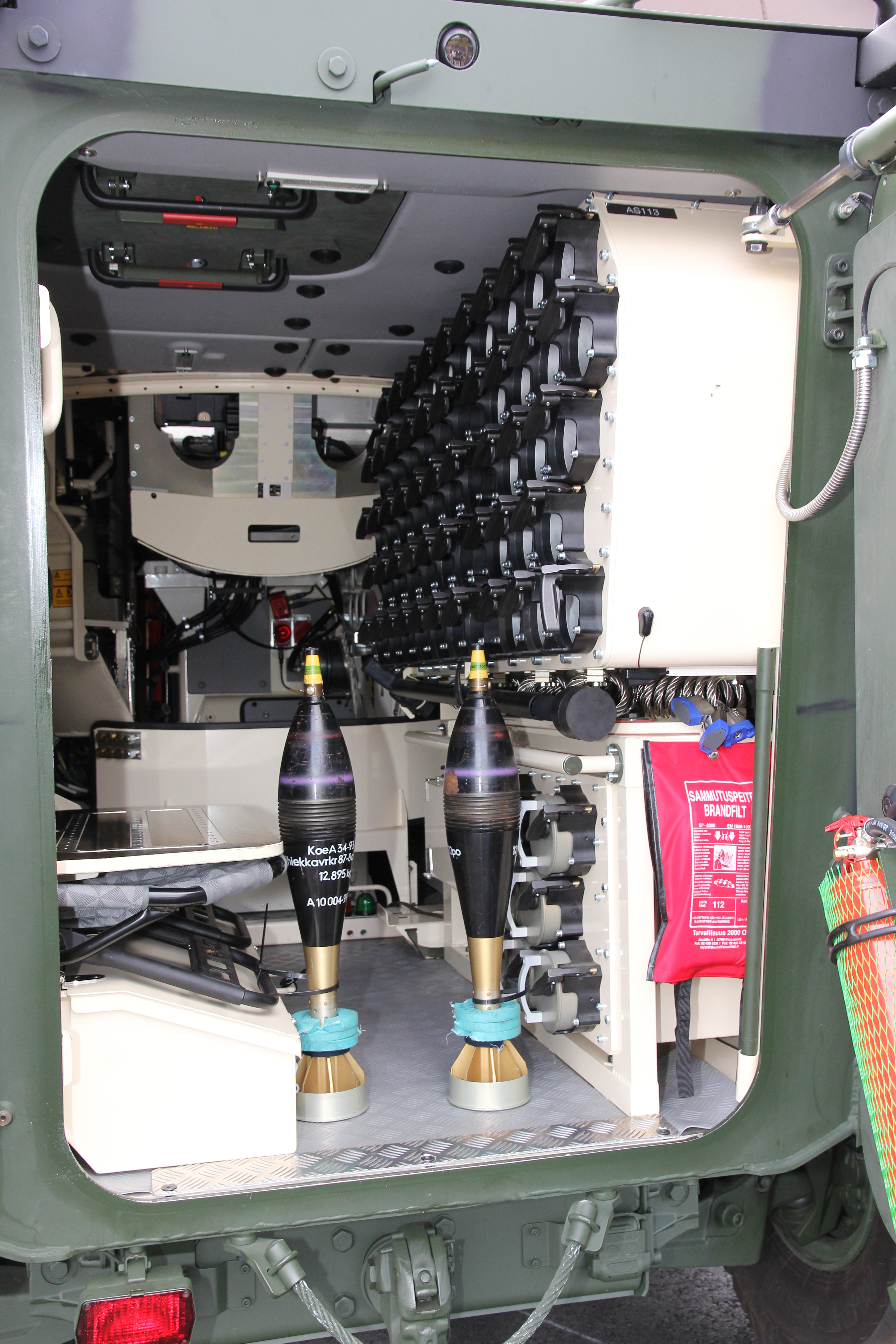
AMOS彈藥儲存室

AMOS的「多彈同時彈著」模擬圖片

AMOS最高射速達每分鐘26發，如使用「多彈同時彈著」（multiple rounds simultaneous impact，MRSI）則為每分鐘14發，經由電腦計算，首發彈頭會以極高角度發射，下一發彈頭會延遲數秒並以較小推進燃料及較低角度發射，如是者14發彈頭將以相同時間命中目標，具有比傳統迫擊炮更密集、更準確的火力。
AMOS的炮塔可360度迴旋，射擊仰角為負3度至85度，具有直射及非直射火力，另外AMOS亦可發射Strix導向彈藥。

## 使用方

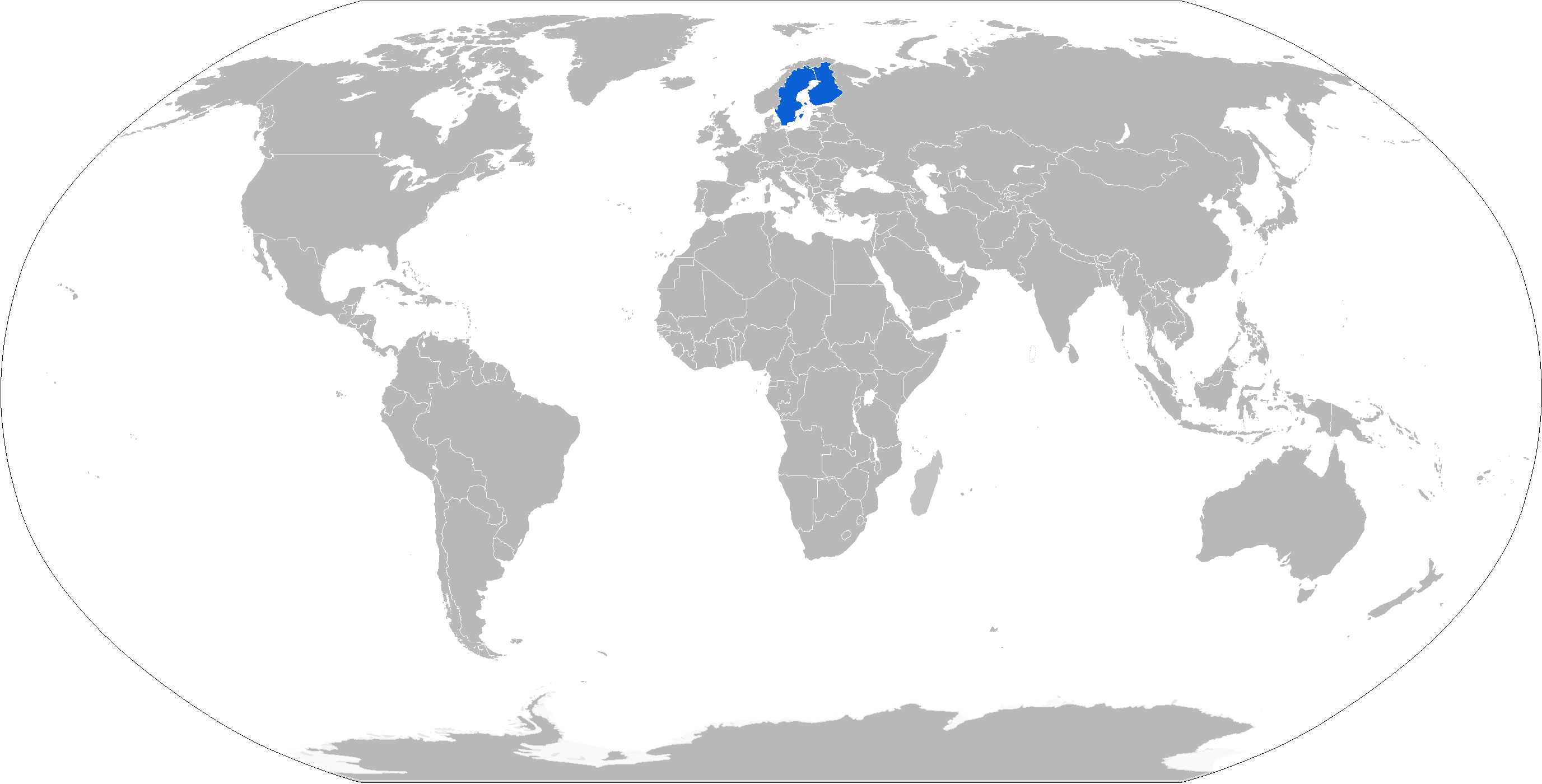
藍色為AMOS使用方

- 芬兰

2010年下單，2013年開始獲得。

## 外部連結
- Patria的AMOS官方網頁
- defense-update.com-AMOS